# Língua lapônica de Lule
O lapônico de Lule, lapão de Lule ou lapão luliano é uma Línguas lapônicas falada na Noruega e na Suécia.

## Gramática

### Casos
Há 7:
- Nominativo
- Genitivo
- Acusativo
- Inessivo
- Ilativo
- Elativo
- Comitativo

### Pronomes
Há três números gramaticas no lapônico de Lule, o que faz com que haja flexão em todos - singular, plural e dual.
|                      | Português | nominativo | Português  | genitivo |
| -------------------- | --------- | ---------- | ---------- | -------- |
| 1ª pessoa (singular) | Eu        | mån        | Meu        | muv      |
| 2ª pessoa (singular) | Tu        | dån        | Teu        | duv      |
| 3ª pessoa (singular) | Ele, ela  | sån        | Dele, dela | suv      |
| 1ª pessoa (dual)     | Nós       | måj        | Nosso      | munnu    |
| 2ª pessoa (dual)     | Vocês     | dåj        | Teus       | dunnu    |
| 3ª pessoa (dual)     | Eles      | såj        | Deles      | sunnu    |
| 1ª pessoa (plural)   | Nós       | mij        | Nosso      | mijá     |
| 2ª pessoa (plural)   | Vocês     | dij        | Teus       | tijá     |
| 3ª pessoa (plural)   | Eles      | sij        | Deles      | sijá     |

Ele/ela nos vários casos:
|            | Singular | Dual    | Plural |
| ---------- | -------- | ------- | ------ |
| Nominativo | sån      | såj     | sij    |
| Genitivo   | suv      | sunnu   | sijá   |
| Acusativo  | suv      | sunnuv  | sijáv  |
| Inessivo   | sujna    | sunnun  | sijan  |
| Ilativo    | sunji    | sunnuj  | sidjij |
| Elativo    | sujsta   | sunnus  | sijas  |
| Comitativo | sujna    | sunnujn | sijájn |

### Pessoas
- 1ª pessoa
- 2ª pessoa
- 3ª pessoa

### Modos
Há 4 modos verbais
- Indicativo
- Imperativo
- Condicional
- Potencial

## Amostra de texto
Dán lágan li biejadusá dárogiela, rijkalasj unneplågogielaj ja dáro siejvvemgiela birra. Lágan li aj biejadusá sebrudagá åvdåsvásstádusá birra vaj máhttelisvuohta vatteduvvá aktugattjaj gielav ávkkit, ja giellaávkkima birra almulasj dåjman ja rijkajgasskasasj bálij.
Português
Este Ato contém determinações sobre a língua sueca, as línguas nacionais minoritárias e a língua sueca  de sinais. O ato contém também determinações sobre as responsabilidades do poder público para garantir que sejam dadas ao indivíduos livre acesso à língua nos contextos internacional e nacional.